# Kirche Altenlotheim

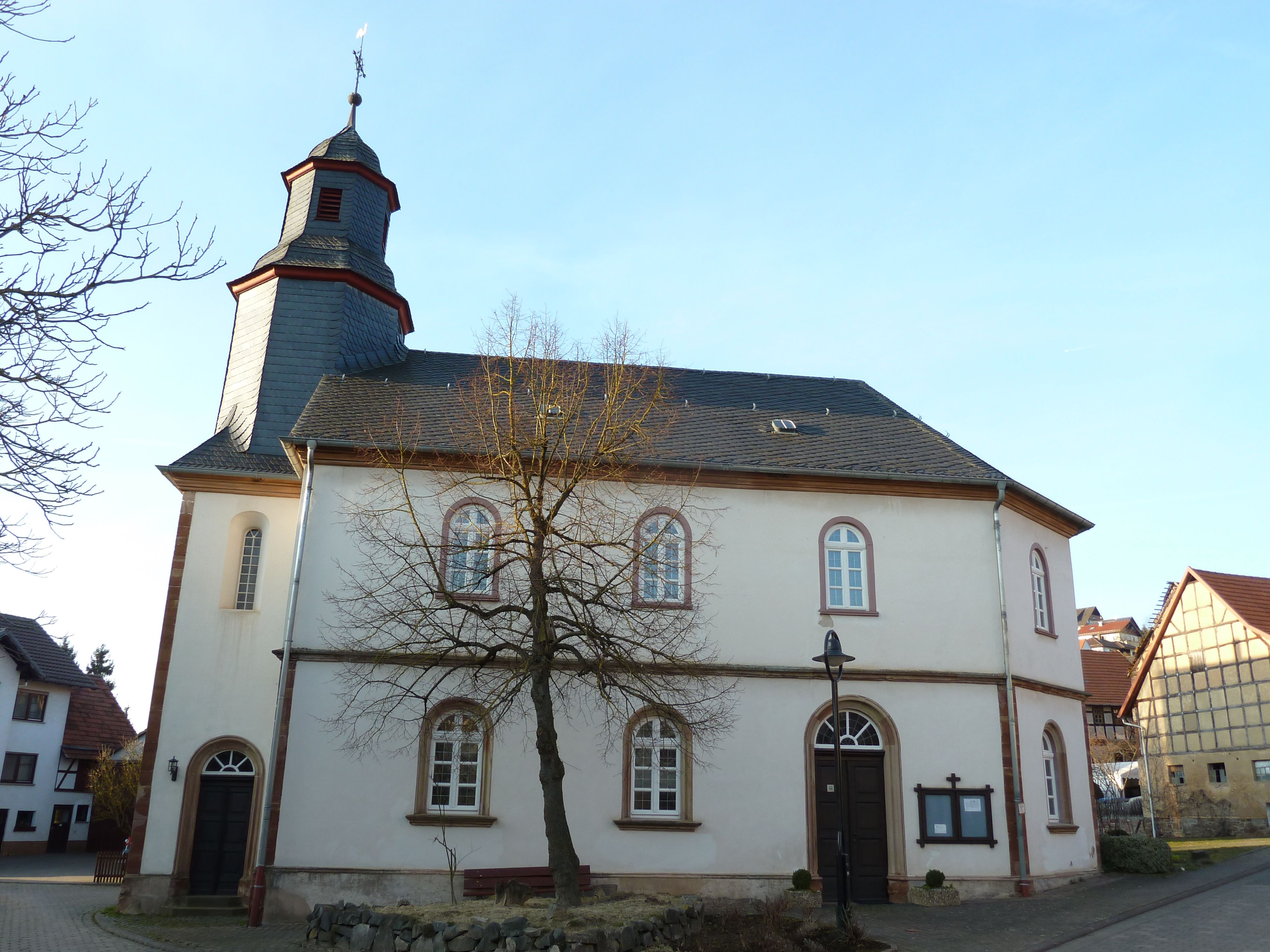
Kirche Altenlotheim

Die evangelisch-unierte Kirche Altenlotheim steht in Altenlotheim, einem Stadtteil von Frankenau im Landkreis Waldeck-Frankenberg von Hessen. Die Kirchengemeinde gehört zum Kirchenkreis Eder im Sprengel Marburg der Evangelischen Kirche von Kurhessen-Waldeck.

## Beschreibung
Der Kirchturm im Westen wurde 1756 gebaut, nachdem der Vorgänger 1750 abgebrannt war. Die Steine für das 1850/51 gebaute Kirchenschiff aus drei Jochen und den dreiseitig abgeschlossenen Chor im Osten wurden aus der Ruine der Quernstkirche, die ehemalige Pfarrkirche der Wüstung Quernhorst, gewonnen. Das zweite Obergeschoss des Kirchenschiffs besteht aus verputztem Holzfachwerk. Der Kirchturm hat einen schiefergedeckten, achtseitigen Aufsatz mit einer Haube, die sich in einer Laterne fortsetzt. Der Innenraum hat allseitig umlaufende Emporen. Im Chor wurde die Inschrift zur Weihe des Vorgängerbaus unter Landgraf Ludwig VIII. angebracht. Die Kirchenausstattung stammt aus der Bauzeit. Über dem Altar befindet sich eine Kanzel aus der Zeit der Renaissance. 